# Панська Долина
Панська Долина — річка в Україні, у Крижопільському районі Вінницької області. Права притока Дохни (басейн Південного Бугу).

## Опис
Довжина річки 7,6 км.

## Розташування
Бере початок на південному сході від села Крикливець. Тече переважно на північний схід і в Павлівці впадає в річку Дохну, праву притоку Південного Бугу.